# 阿布索尔斯
阿布索尔斯（法語：Arboussols，法語發音：[aʁbusɔls] ⓘ）是法国东比利牛斯省的一个市镇，属于普拉德区。

## 地理
阿布索尔斯（42°39'49"N, 2°29'7"E）面积14.08 平方千米，位于法国奧克西塔尼大區东比利牛斯省，该省份为法国大陆部分最南部的省份，涵盖了北加泰罗尼亚，北起奥德省，西接阿列日省和安道尔，南与西班牙接壤，东临地中海。
与阿布索尔斯接壤的市镇（或旧市镇、城区）包括：塔雷拉克、罗代斯、万萨、马基沙讷、埃乌斯、康普西。

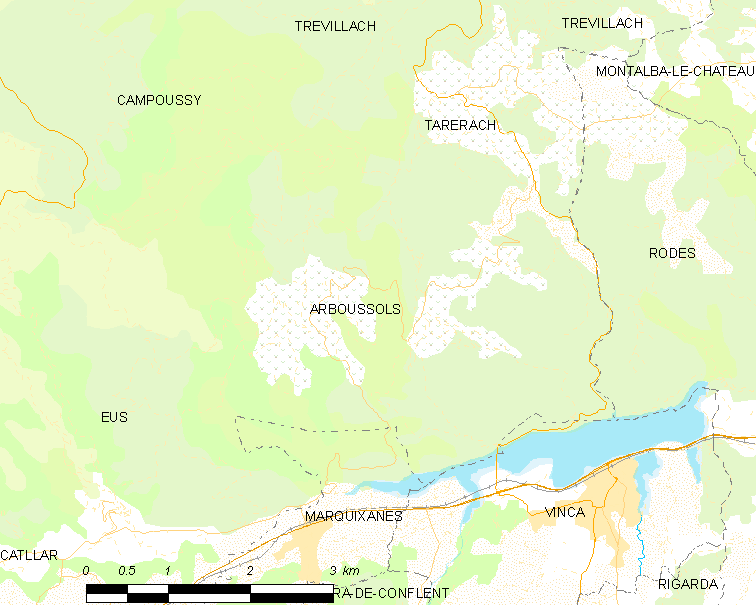
阿布索尔斯的OSM定位图

阿布索尔斯的时区为UTC+01:00、UTC+02:00（夏令时）。

## 行政
阿布索尔斯的邮政编码为66320，INSEE市镇编码为66007。

## 政治
阿布索尔斯所属的省级选区为阿格利河谷县。

## 人口

1962-2008年间阿布索尔斯人口变化图示

阿布索尔斯于2022年1月1日时的人口数量为130人。